# Microcebus griseorufus
Microcebus griseorufus (лат.) — вид мышиных лемуров. Эндемик Мадагаскара.

## Описание
Цвет шерсти на спине светло-серый, на брюхе серовато-белый. Вдоль позвоночника светло-коричневая полоса от макушки до кончика хвоста. Морда серая, вокруг глаз коричневатая (полоса вокруг глаз образует перевёрнутую букву V), голова коричневато-серая, вибриссы чёрные.

## Распространение
Встречается повсеместно в южной и юго-западной части Мадагаскара. Предпочитает низинные леса, с высотой над уровнем моря не более 250 метров.

## Образ жизни
Предпочитает сухие галерейные леса. Вид симпатричен родственному Microcebus murinus. В рационе в сухой сезон древесные соки, во влажный сезон — в равной пропорции фрукты и древесные соки, а кроме того цветы и мелкие беспозвоночные. Брачный период приходится на сезон дождей (обычно между сентябрём и ноябрём). Беременность в дикой природе длится около 52 дней. Ежегодно самка рождает одного или двух детёнышей. Ночные животные, ведут одиночный образ жизни.

## Статус популяции
В 2008 году Международный союз охраны природы присвоил этому виду охранный статус «Не вызывает опасений» (англ. Least concern). Несмотря на это, считается, что численность популяции сокращается ввиду уничтожения среды обитания.